# Sân vận động Gaston Gérard
Sân vận động Gaston Gérard (tiếng Pháp: Stade Gaston Gérard) là một sân vận động đa năng ở Dijon, Pháp. Sân được sử dụng chủ yếu cho các trận đấu bóng đá. Đây là sân nhà của Dijon FCO. Sân vận động có sức chứa 15.995 người.
Sân vận động bắt đầu được cải tạo từ năm 2016, nhằm tăng sức chứa lên 20.000 chỗ ngồi. Công việc cải tạo dự kiến sẽ hoàn thành vào mùa hè năm 2017. Kiến trúc sư của dự án cải tạo là Jean Guervilly và tổng chi phí cải tạo là 19 triệu euro.